# Palais d'État du Kremlin
Le palais d’État du Kremlin (en russe : Государственный Кремлёвский дворец), construit en 1961, est un bâtiment situé à l'intérieur du Kremlin à Moscou, capitale de la Russie. 

## Histoire
Le palais est construit à l'initiative de Nikita Khrouchtchev pour la réception de divers forums socio-politiques. Entre 1960 et 1980, il reçoit les délégués des XXIIe-XXVIIIe Congrès du Parti communiste de l'Union soviétique et porte à cette époque le nom de palais des Congrès. Il est également utilisé pour des concerts et des productions théâtrales. Il fut pendant quelque temps mis à la disposition du théâtre Bolchoï principalement pour les représentations de ballet. Chaque hiver, dans les murs du palais se tient la principale célébration de Noël du pays. À noter également que, le 1er décembre 2017, le palais des Congrès du Kremlin a accueilli le tirage au sort des phases de groupes de la Coupe du monde de football de la FIFA, la compétition ayant lieu en Russie du 14 juin au 15 juillet 2018.
En 2018, il est déclaré objet patrimonial culturel de Russie.

## Architecture
La construction est réalisée sous la direction de Mikhaïl Possokhine, Ashot Mndoïants (ru), Evgueni Stamo (ru) et Pavel Steller (ru). On sacrifie à ce projet plusieurs constructions du XVe siècle au XIXe siècle parmi lesquelles l'ancien bâtiment du palais des Armures, de style Empire conçu par Ivan Egotov (ru) en 1807-1810. L'architecte Mikhaïl Possokhine recevra pour ce projet un prix Lénine en 1962.